# José Miguel Santiago Castelo
José Miguel Santiago Castelo (Granja de Torrehermosa, Badajoz, 11 de setembre de 1948 - Madrid, 29 de maig de 2015) va ser un escriptor i periodista espanyol, director de la Reial Acadèmia d'Extremadura i sotsdirector del diari ABC.

## Trajectòria
Després d'estudiar periodisme, va ingressar a l'ABC, on va ser nomenat sotsdirector el 1988. A més de periodista, ha destacat per la seva obra literària; la majoria, poemaris. El seu primer poemari va aparèixer el 1976, Tierra en la carne. El 1982, la seva obra Memorial de ausencias va obtenir el Premi Fastenrath de la Reial Acadèmia Espanyola, publicat el 1978.
De la resta de la seva obra destaquen Monólogo de Lisboa, La sierra desvelada, Cruz de Guía, Cuaderno del Verano, Cuerpo cierto, La huella del aire, Quilombo, La hermana muerta, Esta luz sin contorno, i l'antologia Como disponga el olvido.
A més de membre numerari i director de la Reial Acadèmia d'Extremadura, va ser membre corresponent de l'Acadèmia Nord-americana de la Llengua Espanyola i de l'Acadèmia Cubana de la Llengua.
Va ser distingit amb la Medalla d'Extremadura i va rebre el Premi ABC Cultural & Àmbit Cultural, de mans dels seus directors Fernando Rodríguez Lafuente i Ramón Pernas. A més, se li va concedir els premis Hispanitat i Gredos de poesia i els premis Julio Camba i Martín Descalzo de periodisme i va ser nomenat fill adoptiu de Fontiveros i fill Predilecte de Granja de Torrehermosa, entre altres reconeixements.